# Villaines-les-Prévôtes
Villaines-les-Prévôtes település Franciaországban, Côte-d’Or megyében. Lakosainak száma 143 fő (2022. január 1.). Villaines-les-Prévôtes Montigny-Montfort, Athie, Champ-d’Oiseau, Genay, Millery és Viserny községekkel határos.

## Népesség
A település népessége az elmúlt években az alábbi módon változott:
| Lakosok száma | 140  | 108  | 125  | 131  | 141  | 139  | 141  | 144  | 146  | 143  |
|               | 1968 | 1982 | 1990 | 2006 | 2013 | 2015 | 2017 | 2019 | 2020 | 2022 |